# Campello TI

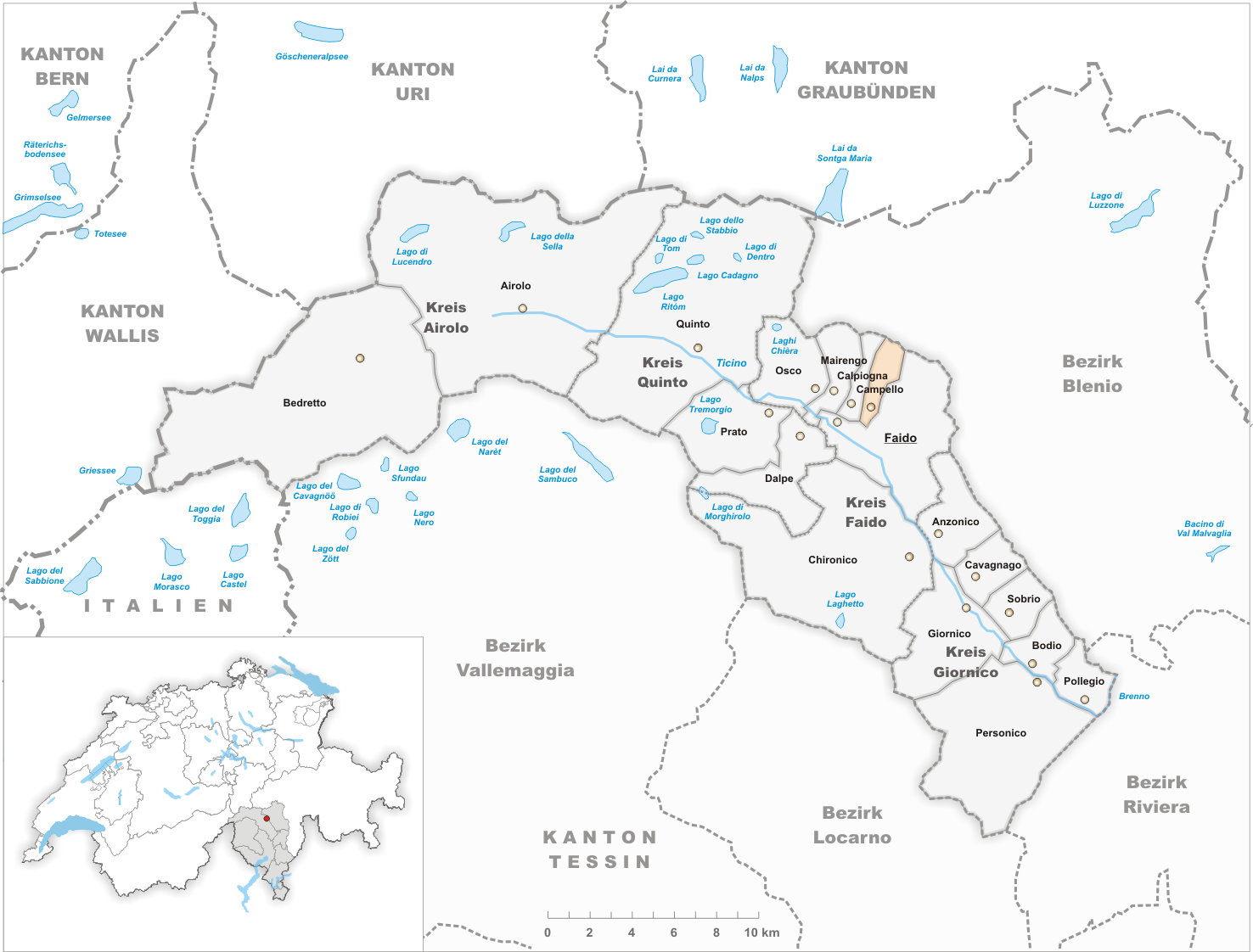
Gemeindestand vor der Fusion am 31. März 2012

| TI ist das Kürzel für den Kanton Tessin in der Schweiz. Es wird verwendet, um Verwechslungen mit anderen Einträgen des Namens Campello zu vermeiden. |

Campello war bis zum 31. März 2012 eine politische Gemeinde im Kreis Faido im Bezirk Leventina des Kantons Tessin in der Schweiz. Zu Campello gehört der Ferienort Carì.

## Geographie
Das Dorf liegt am linken Hang der mittleren Valle Leventina auf 1362 m ü. M.

## Geschichte
Das Dorf soll aus der weiter unten liegenden Siedlung Fontanedo, die um die Mitte des 18. Jahrhunderts vollständig aufgegeben worden ist, hervorgegangen sein. Zusammen mit Calpiogna, Primadengo, Chinchengo und einem Teil von Faido gehörte es zur Degagna Fichengo, einer der drei Degagne der Nachbarschaft Faido. 1853 wurde es durch die Abtrennung von Calpiogna zur unabhängigen Gemeinde. Campello war im Mittelalter Hauptort der Pfarrei Mairengo und ist seit 1837 eine selbstständige Pfarrei.

## Fusion mit Faido
Campello war von 1853 an  als es sich von Calpiogna trennte, eine selbstständige politische Gemeinde. In einer Volksabstimmung im März 2004 verwarfen die Einwohner von Campello die Fusion ihrer Gemeinde mit Faido, Osco, Mairengo, Calpiogna, Anzonico, Rossura, Calonico, Chiggiogna, Cavagnago und Sobrio. 
Am 1. April 2012 fusionierte Campello mit den Gemeinden Anzonico, Calpiogna, Cavagnago, Chironico, Mairengo und Osco zur bestehenden Gemeinde Faido. Campello bildet aber nach wie vor eine eigenständige Bürgergemeinde.

## Bevölkerung
Einwohnerzahlen: Volkszählungsdaten

## Sehenswürdigkeiten
- Pfarrkirche Santa Margherita, erbaut 1632[6][7]
- Oratorium Santissimo Nome di Maria, erbaut im 16. Jahrhundert im Ortsteil «Fontanedo», geweiht 1632[6][8]
- Kirche San Carlo Borromeo und Lorenzo im Ortsteil «Carì», Architekten: Alberto Finzi, Renzo Lucchini[6][9]
- Typisches Wohnhaus Brentini Lümeia[6][10]